# EO (film)
EO är en polsk dramafilm från 2022, regisserad av Jerzy Skolimowski.
Filmen är nytolkning av filmen Min vän Balthazar. Likt sin företrädare följer den en åsnas liv. Åsnan heter EO och ägs av en polsk cirkus. Några djurrättsaktivister tvingar cirkusen att läggas ner och EO överförs till ett stall för hästar. Det blir början av en resa där EO får stöta på goda och onda människor, och tittaren får uppleva världen genom hans ögon.
Filmen hade premiär vid filmfestivalen i Cannes 2022, där den vann jurypriset.

## Priser och utmärkelser
- European Film Award för bästa kompositör,  2022[2]
- European University Film Award,  2022[8]
- DEA for the best Film (Feature Film Competition),  2023[9]
- Cannes Soundtrack Award
- Russell Smith Award
- National Society of Film Critics Award för bästa utländska film
- Prix du Jury
- Los Angeles Film Critics Association Award for Best Cinematography
- National Society of Film Critics Award för bästa foto
- Los Angeles Film Critics Association Award för bästa utländska film
- New York Film Critics Circle Award for bedste fremmedsprogede film
- National Board of Review: Top Five Foreign Language Films

[Redigera Wikidata]